# Pordenone Calcio 1987-1988
Questa voce raccoglie le informazioni riguardanti il Pordenone Calcio nelle competizioni ufficiali della stagione 1987-1988.

## Rosa
| N. |                   | Ruolo | Calciatore             |
| -- | ----------------- | ----- | ---------------------- |
|    | Italia (bandiera) | C     | Stefano Andretta       |
|    | Italia (bandiera) | C     | Fabrizio Benedet       |
|    | Italia (bandiera) | D     | Gianluca Birtig        |
|    | Italia (bandiera) | A     | Giuseppe Bressani      |
|    | Italia (bandiera) | P     | Carlo Bullara          |
|    | Italia (bandiera) | D     | Dario Da Ros           |
|    | Italia (bandiera) | C     | Massimo Del Ben        |
|    | Italia (bandiera) | C     | Angelo Della Valentina |
|    | Italia (bandiera) | D     | Diego Donadon          |
|    | Italia (bandiera) | D     | Walter Gava            |

| N. |                   | Ruolo | Calciatore          |
| -- | ----------------- | ----- | ------------------- |
|    | Italia (bandiera) | D     | Fabio Grillo        |
|    | Italia (bandiera) | C     | Roberto Lenarduzzi  |
|    | Italia (bandiera) | C     | Massimo Marchesan   |
|    | Italia (bandiera) | D     | Giuseppe Margiotta  |
|    | Italia (bandiera) | C     | Angelo Mastropasqua |
|    | Italia (bandiera) |       | Mozetti             |
|    | Italia (bandiera) | A     | Marco Samaritani    |
|    | Italia (bandiera) | D     | Ivan Todone         |
|    | Italia (bandiera) | D     | Alessandro Zanin    |